# Apeta colaptes
Apeta colaptes är en fjärilsart som beskrevs av Józef Razowski 1992. Apeta colaptes ingår i släktet Apeta och familjen vecklare. Inga underarter finns listade i Catalogue of Life.